# Nelson Mandela
Nelson Rolihlahla Mandela (18. července 1918 – 5. prosince 2013) byl jihoafrický bojovník proti apartheidu, politik a prezident Jihoafrické republiky v letech 1994 až 1999. Byl prvním černošským prezidentem zvoleným v prvních svobodných volbách v historii Jihoafrické republiky. Jeho vláda se soustředila na likvidaci dědictví apartheidu, zaměřovala se na institucionalizovaný rasismus, chudobu a sociální nerovnost, a zprostředkovala mezirasové usmíření v zemi. Politicky se hlásil k africkému nacionalismu a demokratickému socialismu. V letech 1991 až 1997 byl prezidentem Afrického národního kongresu. V mezinárodní politice byl generálním tajemníkem Hnutí nezúčastněných zemí v letech 1998 až 1999.
Narodil se jako příslušník královské rodiny národa Xhosů. Vystudoval právo na univerzitách v Alice a Johannesburgu. Po studiích se přidal k Africkému národnímu kongresu a stal se zakladatelem jeho mládežnické organizace. Poté, co se moci v roce 1948 chopila Národní strana začal Mandelův význam ve straně vzrůstat. Během své právnické praxe byl několikrát zatčen kvůli podvratným aktivitám a spolu s vedením Afrického národního kongresu byl neúspěšně obžalován v letech 1956 až 1961. Ovlivněn marxismem se tajně stal členem Jihoafrické komunistické strany a zasedl v jejím ústředním výboru. Ačkoliv byl původně odhodlaným stoupencem nenásilí, v roce 1961 ve spolupráci s jihoamerickými komunisty spoluzaložil militantní skupinu Umkhonto we Sizwe za účelem vedení sabotážní kampaně proti vládě apartheidu. V roce 1962 byl zatčen, usvědčen ze spiknutí s cílem svržení režimu a odsouzen k doživotnímu odnětí svobody.
Mandela strávil 27 let ve vězení, nejdříve na Robben Island poté ve věznicích v Kapském Městě a Paarlu. Zatím sílila mezinárodní kampaň za jeho propuštění, k němuž došlo v roce 1990, během eskalace občanských nepokojů. Mandela se zapojil do jednání s prezidentem de Klerkem s cílem ukončit režim apartheidu a ustanovení všeobecných svobodných voleb, v nichž dovedl Africký národní kongres k vítězství a stal se prvním černošským prezidentem Jihoafrické republiky. Do své vlády národní jednoty přizval členy ostatních jihoafrických politických stran a vytvořil novou ústavu. Nechal vytvořit Komisi pro pravdu a usmíření jejímž cílem bylo vyšetřování porušování lidských práv režimem apartheidu. Zatímco pokračoval v liberálně ekonomické politice předchozí vlády a podporoval pozemkovou reformu, bojoval proti chudobě a zlepšoval zdravotní péči.
V mezinárodní politice působil jako mediátor mezi Libyí a Spojeným královstvím během Aféry Lockerbie a dohlížel na intervenci Jihoafrického rozvojového společenství v Lesothu. Odmítl kandidovat ve druhém funkčním období a byl vystřídán svým zástupcem Thabo Mbekim. Mandela se stal státníkem na odpočinku věnujícím se charitě a boji proti chudobě a AIDS. Dne 5. prosince 2013, po dlouhé léčbě plicní infekce, této nemoci nakonec podlehl.
Mandela byl po celý svůj život kontroverzní osobnost. Odsuzován jako komunistický terorista, i přesto však získal mezinárodní uznání pro svůj aktivismus. Mimo jiné v roce 1988 obdržel Sacharovovu cenu za svobodu myšlení a v roce 1993 spolu s de Klerkem Nobelovu cenu míru. Mezi jeho mnohá ocenění patří jak americká Prezidentská medaile svobody tak sovětský Leninův řád. V roce 2009 prohlásilo Valné shromáždění OSN 18. červenec, den Mandelových narozenin, Mezinárodním dnem Nelsona Mandely. V Jihoafrické republice je považován za „Otce národa“, často je nazýván svým klanovým jménem Madiba nebo jako Tata (otec).

## Mládí

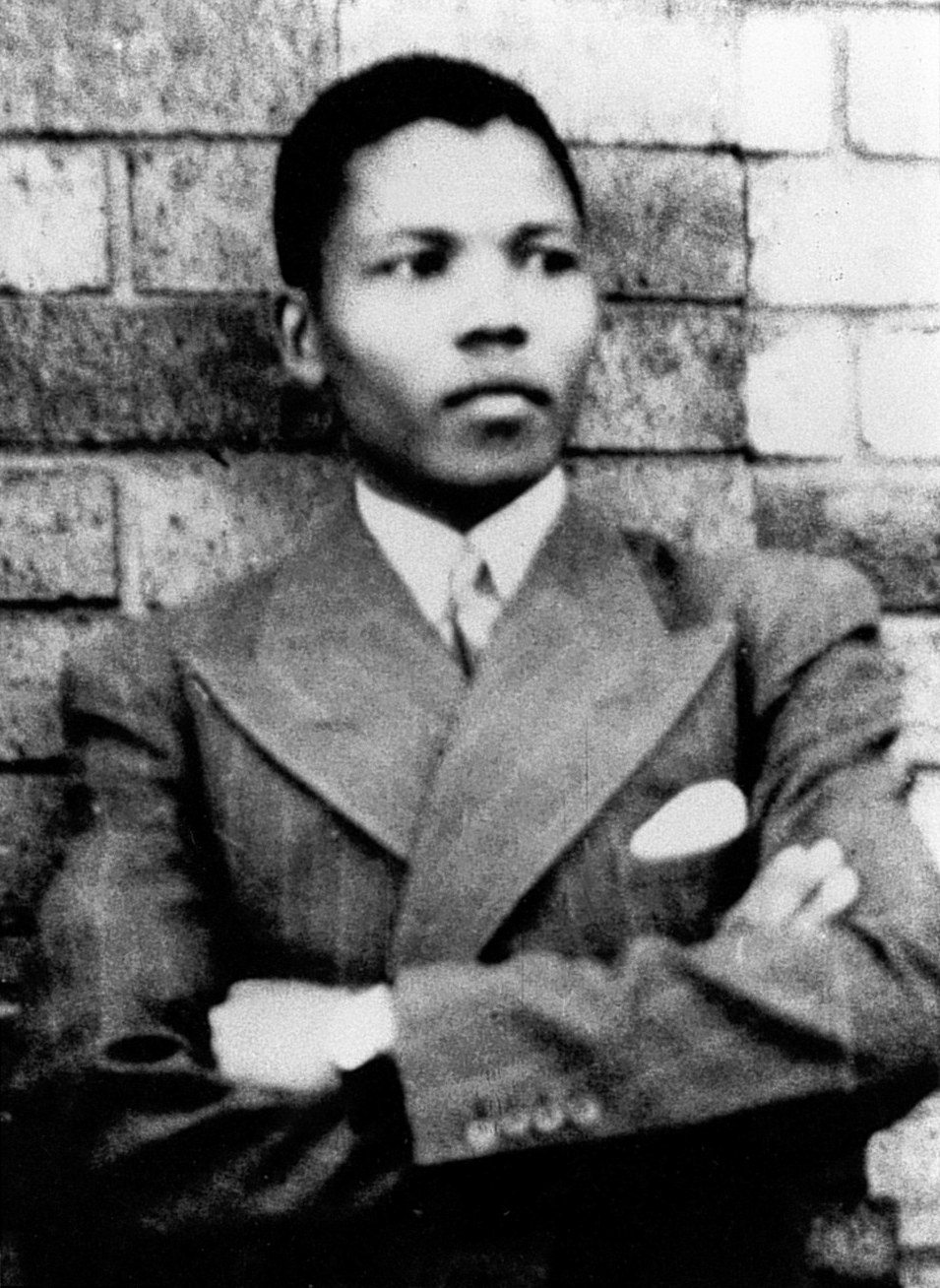
Nelson Mandela okolo roku 1937

Mandela se narodil ve vesnici Mvezo nedaleko Umtata v dnešním Kapsku. Jeho předek byl v první polovině 19. století náčelníkem kmene Thembu, který sídlil v oblasti Transkei. Své rodové jméno Mandela získal po svém dědovi. Jeho křestní jméno Rolihlahla znamená „potížista“. V klanu byl znám pod jménem Madiba. Jeho otec Gadla Henry Mphakanyiswa byl náčelník kmene (mezi lety 1915 a 1926), jeho matka pocházela z klanu Ixhiba. Jejich svatba byla kmenem označena za morganatické manželství a Mandelovo nástupnictví tím bylo ohroženo.
Vyrůstal ve vesnici své matky v Qunu. Ona sama byla negramotná, ale zato oddaná křesťanka, i proto ho okolo roku 1925 poslala do lokální metodistické školy. Od svého učitele křtem získal anglické jméno Nelson. Jeho otec zemřel ve druhé polovině dvacátých let. Matka malého Nelsona poté odvedla do paláce kmene, kde ho svěřila do poručnictví kmenovému regentovi. Následně se několik let neviděli. Brzy se stal silně věřícím metodistou. Ve škole se věnoval angličtině, dějinám Xhosů, historii a geografii. V šestnácti letech podstoupil rituál obřízky a obdržel jméno Dalibunga.
Později studoval na škole západního typu – Clarkebury Boarding Institute ve městě Ngcobo, která byla určena původním obyvatelům Jižní Afriky. Následně přestoupil na metodistickou Healdtown Comprehensive School ve městě Fort Beaufort. Bakalářská studia (BcA.) začal na University of Fort Hare, kde se setkal s Oliverem Tambem, jenž se stal jeho celoživotním přítelem a kolegou. Tato univerzita byla opět určena jen původním obyvatelům Jižní Afriky. Studoval zde angličtinu, antropologii, politiku a římské právo. Na konci prvního roku studia se zapojil do bojkotu Studentské zastupitelské rady proti univerzitní politice, za což byl vyloučen. Později odešel do Johannesburgu, kde dálkově studoval práva na University of Witwatersrand, ale kvůli aktivitě v politice třikrát neuspěl u zkoušek a byl roku 1949 vyloučen. Právní zkoušky složil až roku 1953, od té doby pracoval jako obhájce.

## Aktivismus

### Počátky (1941–1954)
Roku 1941 odcestoval do Johannesburgu, kde získal práci jako noční hlídač v dole, ale brzy byl z práce vyhozen. Poté přes své přátele získal práci asistenta v právnické firmě Witkin, Sidelsky a Eidelman. Již tehdy se prohloubilo jeho přátelství se členy Afrického národního kongresu a komunistické strany. Na setkáních komunistické strany byl osloven rovností ras v Evropě, ale do strany nevstoupil kvůli programovému odmítání náboženské víry. V roce 1943 již byl velmi politicky angažovaný, kdy se zajímal o rovnost ras. Již jako mladý student se Nelson Mandela zapojil do politické opozice proti režimu bílé menšiny, která potlačovala politická, sociální a ekonomická práva jihoafrické černé většiny. V roce 1942 se stal členem Afrického domorodého kongresu v roce 1955 přejmenovaného na Africký národní kongres (ANK), kde o dva roky později společně s Walterem Sisulu, Oliverem Tambem a dalšími spoluzakládal dynamičtější Ligu mladých ANK. Africký národní kongres byl založen roku 1955 spojením Afrického domorodého kongresu, Komunistické strany Jižní Afriky (South African Communist Party, SACP) a komunistické odborové organizace Jihoafrického odborového svazu (Congress of South African Trade Unions, COSATU).
Po volbách v roce 1948 (volit směli jen občané bílé pleti), vyhrála Národní strana s její politikou zavedení apartheidu, Mandela následně vedl řadu stávek a bojkotů. V roce 1950 byl zvolen do vrcholné funkce v exekutivní složce ANK. Téhož roku se odmítl podílet na komunistické anti-apartheidní generální stávce. Ta vedla k represím režimu. V prosinci 1951 byl zvolen prezidentem Ligy mladých ANK. Roku 1952 přijal učení dialektického materialismu a smířil se s komunisty. V této době se nechal ovlivnit díly autorů, jako jsou Karl Marx, Friedrich Engels a Vladimir Iljič Lenin. Téhož roku vedl ANK v kampani odporu proti nespravedlivým zákonům, nicméně pragmaticky zvolil nenásilnou cestu odporu inspirovanou Gándhím. Ve městě Durban hovořil k davu o 10 000 lidech. Shromáždění skončilo pokusem o povstání, které bylo potlačeno. Mandela byl následně na krátký čas uvězněn ve věznici Marshall Square. Členská základna ANK následně vzrostla na sto tisíc členů. Vláda reagovala vyhlášením stanného práva. V červenci 1952 byl znovu zatčen a odsouzen za „statutární komunismus“ na devítiměsíční nucené práce s dvouletým odkladem. V srpnu 1953 si otevřel vlastní právní kancelář Mandela a Tambo. Byla to jediná kancelář v zemi, kterou vedli obyvatelé černé pleti.

### Kongres lidu a obvinění z vlastizrady (1955–1961)
V roce 1955 přešel k myšlence násilné revoluce a dojednával podporu vyzbrojení ze strany Číny. Také byl jedním z organizátorů Kongresu lidu, na kterém se měl smluvit politický postup hnutí. Na kongresu byla přijata Charta svobody. Ta poskytla hnutí antiapartheidu základní program. Sepsal ji Lionel Bernstein s hlavními body demokracie, rasové rovnosti a znárodnění velkých podniků. Kongres byl nakonec rozehnán policií. V březnu 1956 byl Mandela vykázán z Johannesburgu na dobu pěti let. Téhož roku byl zatčen, ale po dlouhotrvajícím procesu (1956–1961) byl osvobozen z obvinění z vlastizrady. Roku 1959 se účastnil panafrického kongresu.
V roce 1961 se také stal velitelem Umkhonto we Sizwe („Kopí národa“), ozbrojeného křídla ANK (inspiroval se hnutím Fidela Castra). Ideje této militantní skupiny čerpal z děl Mao Ce-tunga a Che Guevary. Mnoho z prvních členů byli komunisté bílé pleti. Od 60. let do roku 2008 byla tato organizace označená Spojenými státy jako teroristická a její členové, včetně Nelsona Mandely měli zakázán vstup na území USA.

### Uvěznění (1962–1990)
V roce 1962 v Etiopii podstoupil kurz vedení guerilly. V srpnu téhož roku byl zatčen a odsouzen na pět let za nelegální cestu do zahraničí a za podněcování ke stávce. Během roku 1963 byli zatčeni další představitelé Umkhonto we Sizwe a Mandela byl spolu s nimi postaven před soud za spiknutí proti vládě. V červnu 1964 byli Mandela a sedm dalších obviněných v tzv. Rivonijském procesu odsouzeni na doživotí za 4 sabotáže a za plánování ozbrojeného převratu.
Až do roku 1982 byl Mandela internován ve vězení na ostrově Robben (Robben Island), poté byl přemístěn do vězení v Polsmoor. V únoru 1985 odmítl podmínečné propuštění z vězení výměnou za zřeknutí se ozbrojeného boje. Ve vězení tak zůstal až do 11. února 1990, kdy neustávající kampaň ANK a mezinárodní tlak vedly k jeho propuštění na příkaz prezidenta Frederika Willema de Klerka. Zákaz činnosti ANK byl také zrušen. Nelson Mandela v roce 1988 obdržel Sacharovovu cenu a spolu s de Klerkem sdílel Nobelovu cenu míru v roce 1993.

## Prezident

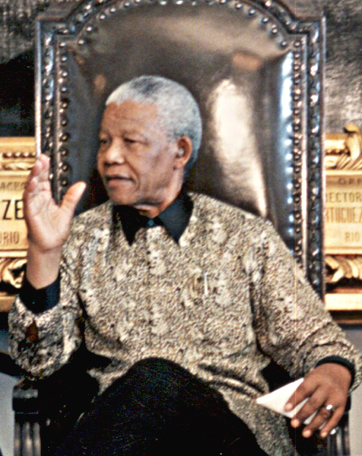
Nelson Mandela v roce 1998.

V červenci 1991 stanul v čele ANK, přeměnil ho v politickou stranu a veřejně se zřekl ozbrojeného boje. Stranu pak vedl do parlamentních voleb v dubnu 1994, ve kterých získala více než 60% hlasů a 252 ze 400 poslanců. Nový parlament pak zvolil Mandelu prezidentem, úřadu se ujal složením slibu 10. května 1994. Prezidentem byl až do 14. června 1999, přestože již v prosinci 1997 skončil v čele ANK.
Jako předseda ANK a jako první černý prezident Jihoafrické republiky se podílel na přechodu od vlády menšiny a rasové segregace k demokratické vládě většiny. Získal také mezinárodní respekt za svoji obhajobu národního a mezinárodního usmíření, ačkoliv sociální výsledky za dobu jeho vlády některé radikály zklamaly. Jeho úsilí o národní usmíření vyvrcholilo v květnu 1995 přijetím nové ústavy Jihoafrické republiky, která, mimo jiné, zakazuje diskriminaci národních menšin, včetně bělochů. Mandelova vláda si ale také vysloužila kritiku za údajnou neschopnost zastavit krizi AIDS.
Kvůli zrušení politiky apartheidu se mohlo v roce 1995 v Jihoafrické republice pořádat MS v ragby, které Mandela hodně podporoval jako možnost sjednotit národ. Když JAR ve finále porazil reprezentaci Nového Zélandu 15:12 po prodloužení, mohl Mandela předat v ragbyovém dresu pohár pro světové šampiony kapitánu Francoisu Pienaarovi.Za podporu ragby byl Nelson Mandela posmrtně v roce 2015 jmenován do Světové ragbyové síně slávy.
Nelson Mandela není vnímán jen pozitivně. Kritikové uvádějí hlavně jeho spojení s vojenskou frakcí ANC, vzrůst kriminality, brutálními a krutými operacemi a vraždou ochranky jeho manželky Winnie Mandelové z řad ANC nebo defraudace Winnie Mandelové pro kterou byla nucena opustit svou poslaneckou funkci. V roce 2008 bylo jméno Nelsona Mandely vyškrtnuto z amerického seznamu teroristů.

### Aktivity po ukončení prezidentského období
Po ukončení prezidentského období v roce 1999 se Mandela stal zástupcem řady sociálních spolků a spolků bojujících za lidská práva. Obdržel mnoho zahraničních ocenění, včetně Řádu sv. Jana od britské královny Alžběty a prezidentské medaile svobody od George W. Bushe.
V únoru 2003, krátce před americkou invazí do Iráku, Mandela označil Spojené státy americké za „hrozbu světovému míru“ a prohlásil, že prezident Bush chce „uvrhnout svět do holocaustu“. Tento incident nevyvolal téměř žádnou odezvu tisku v USA. Mandela Bushe obvinil z „ignorování OSN“. Mandela pokračoval s obviněním otázkou, jestli to je „protože současný generální tajemník OSN je černoch?“

## Úmrtí
Nelson Mandela byl 8. června 2013 hospitalizován kvůli plicní infekci. Koncem června byl jeho stav natolik vážný, že se očekávalo oznámení o jeho úmrtí, z tohoto stavu se však začal postupně zotavovat. Z nemocnice byl propuštěn na začátku září, ovšem jeho stav byl nadále kritický. Další měsíce strávil ve svém domě v Johannesburgu. Nemoci nakonec podlehl 5. prosince 2013. Shodou okolností zemřel v den premiéry jeho životopisného filmu Mandela: Long Walk to Freedom.

## Osobní život

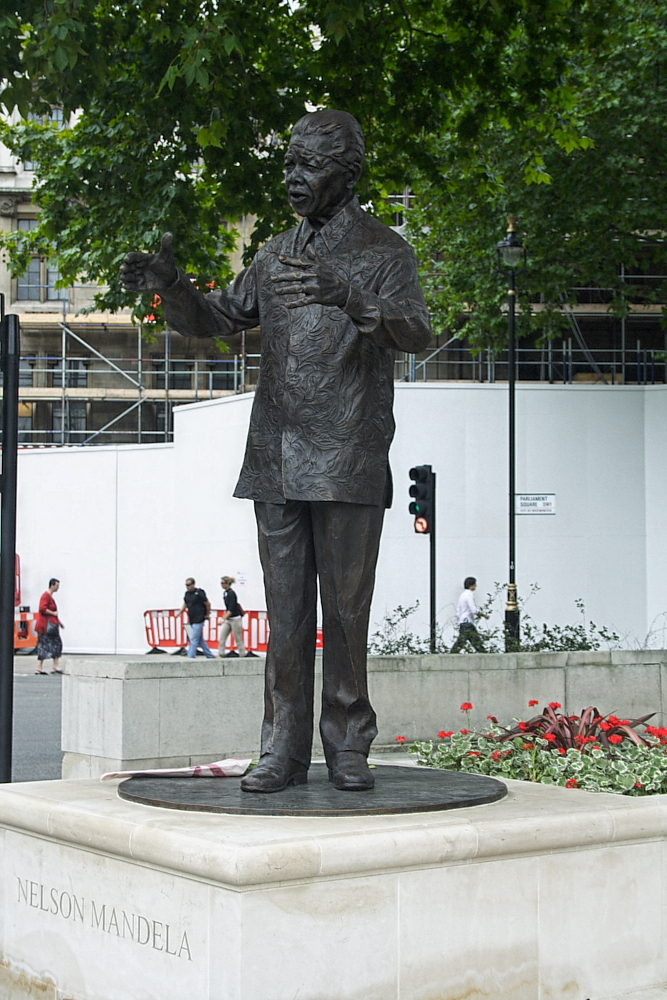
Socha Nelsona Mandely v Londýně.

### Rodina
Svou první ženu potkal roku 1944. Evelyn Mase byla aktivistka a členka Afrického národního kongresu. Vzali se v říjnu 1944. V roce 1946 se jim narodil Madiba "Thembi" Thembekile. Druhé dítě, dcera Makaziwe, poté v roce 1947, ale žila jen devět měsíců než zemřela na meningitidu. V roce 1954 se jim narodila další dcera jménem Makaziwe Phumia. Rozvedli se roku 1958.
Nelson Mandela byl třikrát ženatý. Jeho první manželství s Evelyn Ntoko Mase skončilo po 13 letech rozvodem v roce 1958 a jeho 38 let trvající manželství s Winnie Madikizela skončilo odloučením v dubnu 1992 a rozvodem v březnu 1996. O svých 80. narozeninách se oženil s Graça Machelovou, vdovou po Samora Machelovi, bývalém prezidentovi Mosambiku a spojenci ANK, který zahynul při leteckém neštěstí o 15 let dříve.

## Odkaz

### Mezinárodní den Nelsona Mandely
Dle usnesení valného shromáždění OSN je 18. červenec Mezinárodním dnem Nelsona Mandely.

### Autobiografie
V roce 1995 vyšla jeho autobiografická kniha Long Walk to Freedom, ve které popisuje svůj život od svého dětství až po zvolení prezidentem Jihoafrické republiky. Český překlad Milana Orálka Dlouhá cesta za svobodou vyšel v nakladatelství Práh v roce 2010. Desetidílnou četbu z něj (o celkové délce více než 4,5 hodiny) v podání Michala Przebindy uvedl Český rozhlas Plus v pořadu Radiokniha 29.11. až 8.12.2024.
Základem knihy se stal do té doby nevydaný rukopis pamětí tajně sepsaný Mandelou již ve vězení na ostrově Robben, ve kterém zachytil události od svého narození po Proces Rivonia a skončil poznámkami o ostrově Robben. Hrubá verze vznikla během čtyř měsíců hektického psaní, stylistickými úpravami se Mandela nezdržoval. Poznámky na okraji připsali političtí spoluvězni Walter Sisulu a Ahmed Kathrada. Další spoluvězeň Mac Maharaj ukryl přepsanou verzi rukopisu do vazby několika zápisníků, které používal při studiu, a po svém propuštění v prosinci roku 1976 jej poslal do Anglie. V Londýně jej později za pomoci písařky rekonstruoval a dal dohromady strojopis. Originál rukopisu rozdělený na tři části zabalené do igelitu zakopali Mandela, Walter Sisulu, Ahmed Kathrada a Eddie Daniels v krabicích od kakaa na zahradě ve vězeňském dvoře. O několik týdnů později však byla hlavní část rukopisu objevena při stavebních pracích. (Ostatní části se zmíněné čtveřici podařilo včas vykopat a zničit.) Přestože pro prokázání podílu Mandely, Sisulua a Kathrady na jeho sepsání nebyl předložen žádný důkaz, byli tito potrestáni odnětím studijních privilegií, které trvalo 4 roky.
| „             | Nenarodil jsem se s touhou po svobodě. Narodil jsem se svobodný - svobodný ve všech smyslech, které to slovo pro mě tehdy mělo. Mohl jsem se svobodně prohánět po polích v okolí matčiny chýše, mohl jsem se svobodně koupat v průzračné říčce, jež protékala naší vesnicí, mohl jsem si svobodně opéct kukuřici pod hvězdami a projíždět se na širokém hřbetě rozvážných býků. Pokud jsem poslouchal otce a řídil se zvyky kmene, nemusel jsem se starat o lidské ani boží zákony. Teprve, když jsem začal chápat, že moje chlapecká svoboda není než iluze, když jsem jako mladík zjistil, že jsem o svou svobodu už přišel, teprve tehdy jsem po ní zatoužil. Nejdřív, to jsem byl student, jsem chtěl svobodu jen pro sebe. Bylo to pro mě pomíjivé právo zůstat v noci venku, číst, co se mi zlíbí, a jít, kam se mi zachce. Když jsem později přišel do Johannesburgu, zatoužil jsem po základním a počestném právu naplno rozvinout své možnosti, vydělávat si na živobytí, oženit se a založit rodinu - právu, jemuž nestojí nic v cestě, vedete-li zákonný život. Pak jsem však poznenáhlu pochopil, že nejsem svobodný ani já, ani mí bratři a sestry. Pochopil jsem, že nejen já jsem krácen na své svobodě, nýbrž každý, kdo vypadá jako já. Tehdy jsem vstoupil do Afrického národního kongresu a tehdy se touha po osobní svobodě změnila v touhu po svobodě mého lidu. A právě tahle touha, aby mohli moji lidé důstojně žít a sami sebe si vážit, naplnila můj život energií, udělala z ustrašeného mladíka odvážlivce, přiměla počestného právníka, aby se stal zločincem, proměnila milujícího otce rodiny v psance a donutila člověka, který nade všechno miloval život, aby žil jako mnich. Nejsem o nic ctnostnější nebo obětavější než kdokoli jiný, uvědomil jsem si však, že se nedokážu těšit ani z těch ubohých a omezených svobod, jež jsou mi dopřány, když vím, že můj lid není svobodný. Svoboda je nedělitelná; okovy, jež poutaly kteréhokoli příslušníka mého národa, byly okovy všech a okovy všech mých druhů byly mými okovy. Během těch dlouhých a osamělých let se u mě z touhy po svobodě mého lidu zrodila touha po svobodě všech lidí, bílých i černých. Bylo mi naprosto jasné, že utlačovatele je třeba osvobodit stejně jako utlačovaného. Člověk, který bere druhému člověku svobodu, je otrokem nenávisti, vězněm předsudků a omezenosti. Nemůžete být doopravdy svobodní, berete-li svobodu někomu jinému, stejně jako nemůžete být svobodní, když vám někdo bere tu vaši. Utlačovaný a utlačovatel jsou oba stejně nesvobodní. Když jsem vyšel z vězení, bylo právě tohle mým úkolem - osvobodit utlačované i utlačovatele. Někteří říkají, že se to už podařilo. Já však vím, že se mýlí. Pravda je taková, že ještě pořád nejsme úplně svobodní; zatím jsme pouze získali svobodu být svobodní, právo nebýt utiskováni. Neučinili jsme poslední krok naší cesty, nýbrž první krok na dlouhé a ještě obtížnější pouti. Být svobodný totiž neznamená pouze shodit okovy, ale žít tak, abychom ctili a posilovali svobodu druhých. Skutečná zkouška naší věrnosti svobodě teprve začíná. Urazil jsem tu dlouhou cestu za svobodou. Snažil jsem se nezakolísat; dopustil jsem se při tom mnoha chyb. Pochopil jsem však, že když vyšplháte na ohromný kopec, přijdete jenom na to, že vás čeká ještě spousta dalších kopců. Na chvíli si tu odpočinu, kradmo si prohlédnu to nádherné okolní panorama a podívám se, jak velkou vzdálenost jsem ušel. Spočinout však mohu jen na okamžik, neboť se svobodou se pojí povinnosti, takže se neodvažuji otálet. Má dlouhá cesta totiž ještě neskončila. | “ |
| — závěr knihy | |   |

### Filmy
Nelson Mandela byl ztvárněn v několika filmech:
- 1997 – Mandela a de Klerk, v hlavní roli Sidney Poitier.
- 2007 – Sbohem, Bafano, v hlavní roli Dennis Haysbert.
- 2009 – Invictus: Neporažený, v hlavní roli Morgan Freeman.
- 2010 – Mrs Mandela, v hlavní roli David Harewood.
- 2013 – Mandela: Dlouhá cesta za svobodou, v hlavní roli Idris Elba.
- 2017 - Madiba, Kanadská minisérie v hlavní roli s Laurencem Fishburnem

### Citáty
- Nenásilný pasivní odpor funguje, pokud váš protivník dodržuje stejná pravidla jako vy. Narazí-li však pokojný protest na násilnou odpověď, jeho účinnost tím končí. Já jsem násilí nepovažoval za etický princip, ale čistě za strategii; v použití neúčinné zbraně nespočívá žádné morální dobro.[12]
- I vůdce musí pečovat o svou zahradu; i on seje a pak opatruje, zalévá a sklízí. Stejně jako zahradník musí vůdce nést odpovědnost za to, co vypěstuje; musí své dílo strážit, zahánět nepřátele, uchovávat, co se uchovat dá, a rozloučit se s tím, co nemá naději na přežití.[13]
- Jsou chvíle, kdy musí vůdce předběhnout stádo, a s pevnou vírou, že vede své lidi správnou cestou, vyrazit novým směrem.[14]
- Abyste mohli s nepřítelem uzavřít mír, musíte s ním spolupracovat, čímž se tento nepřítel stane vaším partnerem.[15]